# Belaphotroctes alleni
Belaphotroctes alleni är en insektsart som beskrevs av Edward L. Mockford 1978. Belaphotroctes alleni ingår i släktet Belaphotroctes och familjen boklöss. Inga underarter finns listade i Catalogue of Life.